# Palais Augarten
Pour les articles homonymes, voir Augarten.
Le palais Augarten est un palais dans le quartier de Leopoldstadt, à Vienne. Le palais avec son parc Augarten, propriété de la République autrichienne, est la résidence des Petits Chanteurs de Vienne.

## Histoire
À la suite de la refonte des jardins baroques du parc dans un style français sous l'empereur Charles VI du Saint-Empire en 1712 par le jardinier Jean Tréhet, plusieurs petits et grands palais sont construits. Le plus grand d'entre eux a été bâti juste avant à la fin du XVIIe siècle par Johann Bernhard Fischer von Erlach pour l'échevin Zacharias Leeb. En 1780, ce palais devient la propriété de Joseph II du Saint-Empire. Jusqu'au début du XXe siècle, il appartient à la famille impériale de Habsbourg-Lorraine. Le bâtiment reçoit de nombreuses fêtes auxquelles participent Richard Wagner, Franz Liszt ou Hans Makart.
La plus grande fête au Palais Augarten a lieu à l'occasion de l'exposition universelle de 1873 à Vienne, avec pour grands invités François-Joseph Ier d'Autriche et Alexandre II de Russie. En 1897, le palais est transformé par Otto de Habsbourg-Lorraine, le neveu de l'empereur François-Joseph. Le 1er septembre 1903, l'empereur donne un dîner familial pour le roi Édouard VII du Royaume-Uni en visite officielle.
Durant la Première Guerre mondiale, Marie-Josèphe de Saxe fait du palais Augarten un hôpital militaire.
De 1934 à 1936, il accueille le Chancelier fédéral Kurt von Schuschnigg. Au cours de la Seconde Guerre mondiale, le bâtiment est lourdement endommagé, mais est totalement restauré après. En 1948, il est confié aux Petits Chanteurs de Vienne.

## Source, notes et références
- (de) Cet article est partiellement ou en totalité issu de l’article de Wikipédia en allemand intitulé « Palais Augarten » (voir la liste des auteurs).
- Franz Weller: Die kaiserlichen Burgen und Schlösser in Wort und Bild Aufgrund von Quellenwerken dargestellt Hofburg zu Wien über Augarten, Belvedere, Prater...Gödöllő, Ischl...bis über Miramar sind alle kaiserlichen Schlösser erklärt dagelegt. k.k. Hof-Buchdruckerei, Wien (1880).  (ISBN 0003221717)